# Hubert Fichte
Hubert Fichte, född 21 mars 1935 i Perleberg, död 8 mars 1986 i Hamburg, var en tysk författare.
Fichte var en av medlemmarna i den litterära grupperingen Gruppe 47.
Asteroiden 3475 Fichte är uppkallad efter honom.